# Ulrike Lauber
Ulrike Lauber (* 13. März 1955 in Biedenkopf in Mittelhessen) ist eine deutsche Architektin und Hochschullehrerin.

## Werdegang

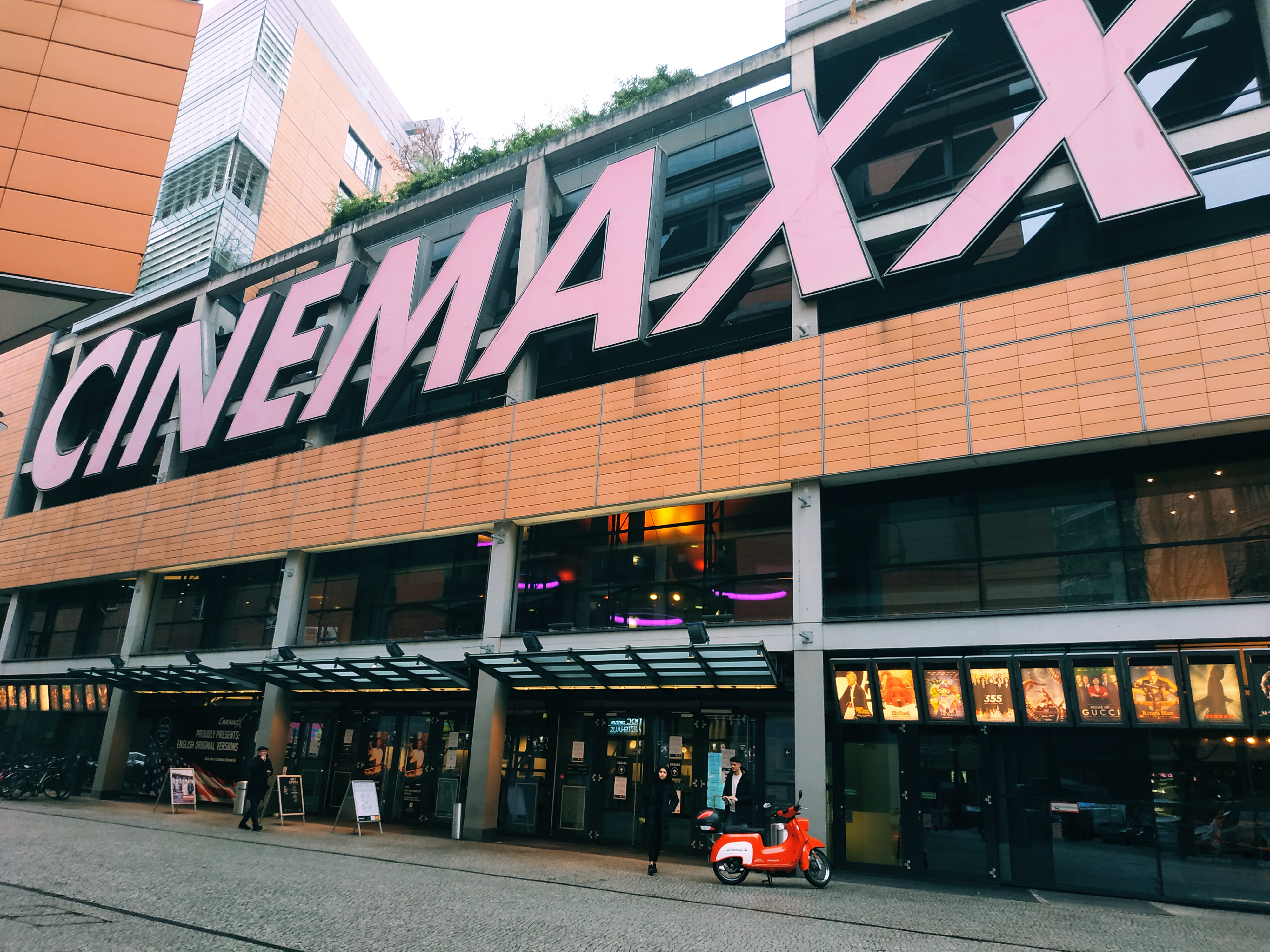
Cinemaxx am Potsdamer Platz in Berlin (1996)

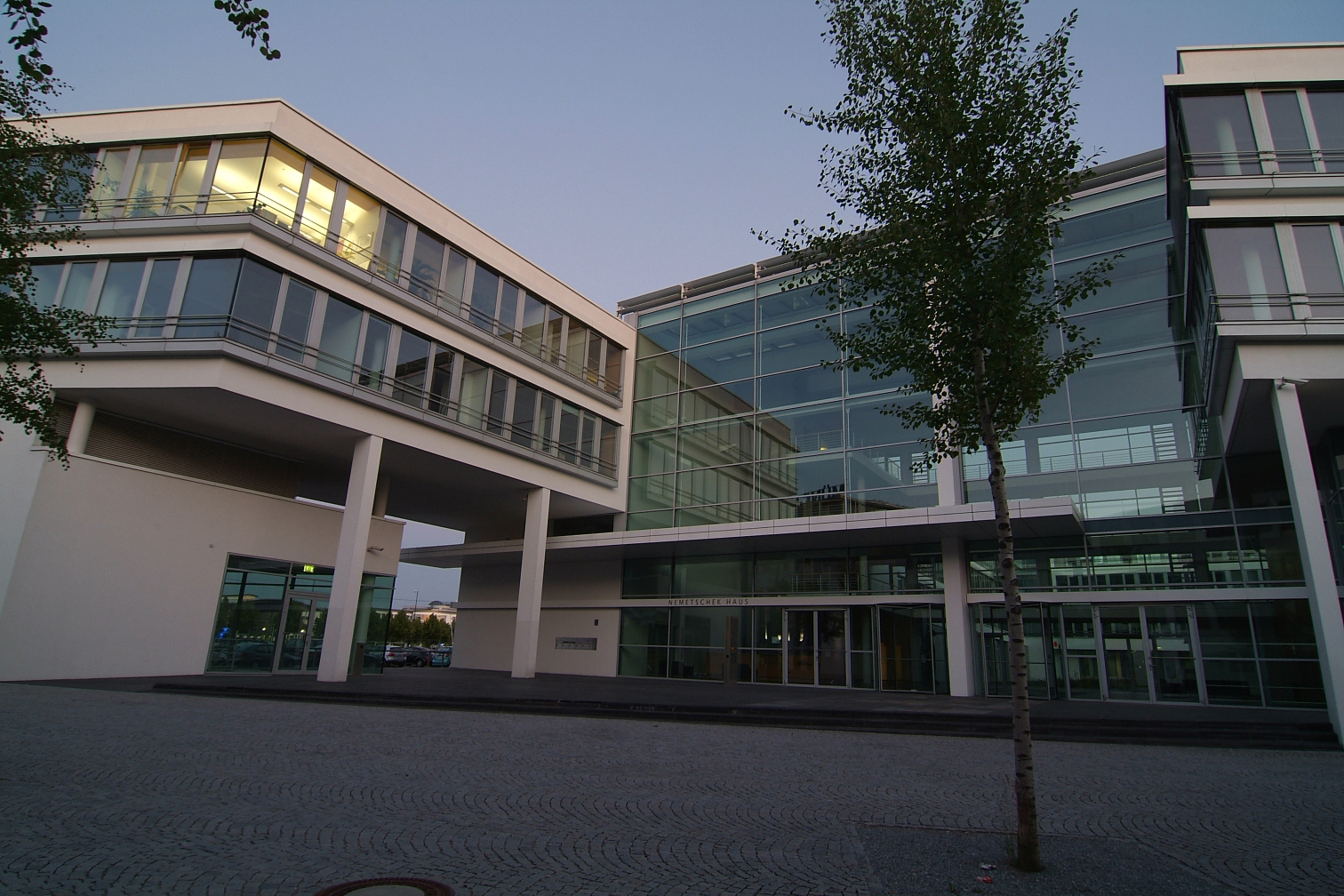
Nemetschek SE Hauptverwaltung in München (2000)

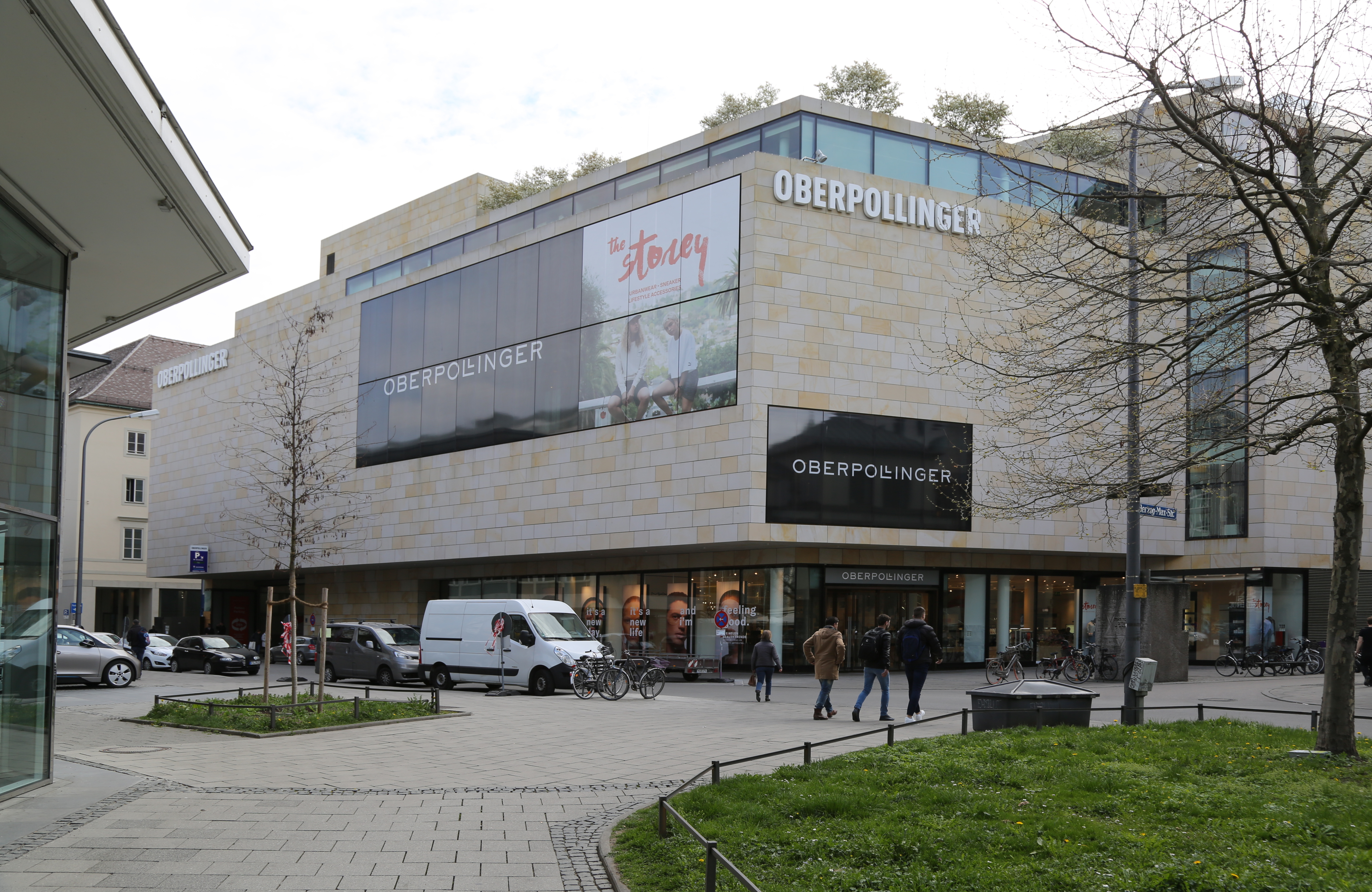
Erweiterungsbau Oberpollinger in München (2006)

Lauber bestand 1979 ihre Diplom-Hauptprüfung an der Technischen Universität Berlin. Von 1986 bis 1990 arbeitete sie im Architekturbüro von Richard Meier in New York City, wo sie 1988 „Associate Partner“ und Projektleiterin wurde.
1990 gründete sie mit Wolfram Wöhr, der ebenfalls aus dem Büro Richard Meiers kam, Lauber + Wöhr Architekten in München. 1997 wurde sie Mitglied im Bund Deutscher Architekten (BDA). 1998 leitete sie Lauber Architekten zusammen mit Gerhard Hagemann, Manfred Walter und Peter Zottmann. Seit 1999 lehrt sie als Professorin für Stadt- und Regionalplanung und Entwurf an der Beuth Hochschule für Technik Berlin.
2007 gründete sie die Lauber + Zottmann Architekten GmbH. Daneben übte sie Preisrichtertätigkeiten im Gestaltungsbeirat Pforzheim, in der Beratergruppe München Freiham und in der Stadtgestaltungskommission München und im Gestaltungsbeirat Karlsruhe aus. 2016 wurde ihre Architektengemeinschaft zur Lauber Zottmann Blank Architekten GmbH erweitert.

## Bauten (Auswahl)
- 1996: Verwaltungsgebäude für die Vereinte Versicherungen in München[3]
- 1998: Cinemaxx und Hotel am Potsdamer Platz in Berlin[4]
- 2000: Hauptverwaltung der Nemetschek SE in München[5]
- 2006: Erweiterungsbau des Warenhauses Oberpollinger in München[6]
- 2007: Wohn- und Geschäftsgebäude Paul-Heyse-Straße in München[7]
- 2013: Joseph-Pschorr-Haus, Neuhauserstraße München mit Kuehn Malvezzi[8]
- 2021: Einkaufszentrum Cano in Singen[9]